# Західфест
За́хідфест — український щорічний музичний фестиваль, що відбувається з 2009 року на Львівщині. З 2011 року проходить біля села Родатичі Городоцького району.

## Про фестиваль
Напрямки музики: рок та етно та інші. З 2012 року у фестивалі регулярно беруть участь іноземні виконавці.
2009 року він відбувся у Звенигороді, 2010 — у Старосільському замку (з 21 по 23 серпня), а з 2011 року — на базі відпочинку «Сонячна долина» у с. Родатичах за 40 км від Львова, що було пов'язано з очікуванням більшої кількості відвідувачів порівняно з попередніми роками. З 2014 року проводиться на території відпочинкового комплексу «Чарівна долина»
Мета фестивалю:
1. Популяризація української культури.
2. Популяризація серед молоді активного відпочинку та розвиток фестивального руху в Україні.
3. Розвиток подієвого туризму в Україні, на фестиваль приїздить багато іноземців.

Основною відмінністю від всіх інших фестивалів є те, що фестиваль «Захід» проводиться без підтримки спонсорів та політичних, чи будь-яких організацій. Організаторами фестивалю є група молодих ініціативних людей, головний організатор та засновник — Яків Матвійчук.

## Учасники

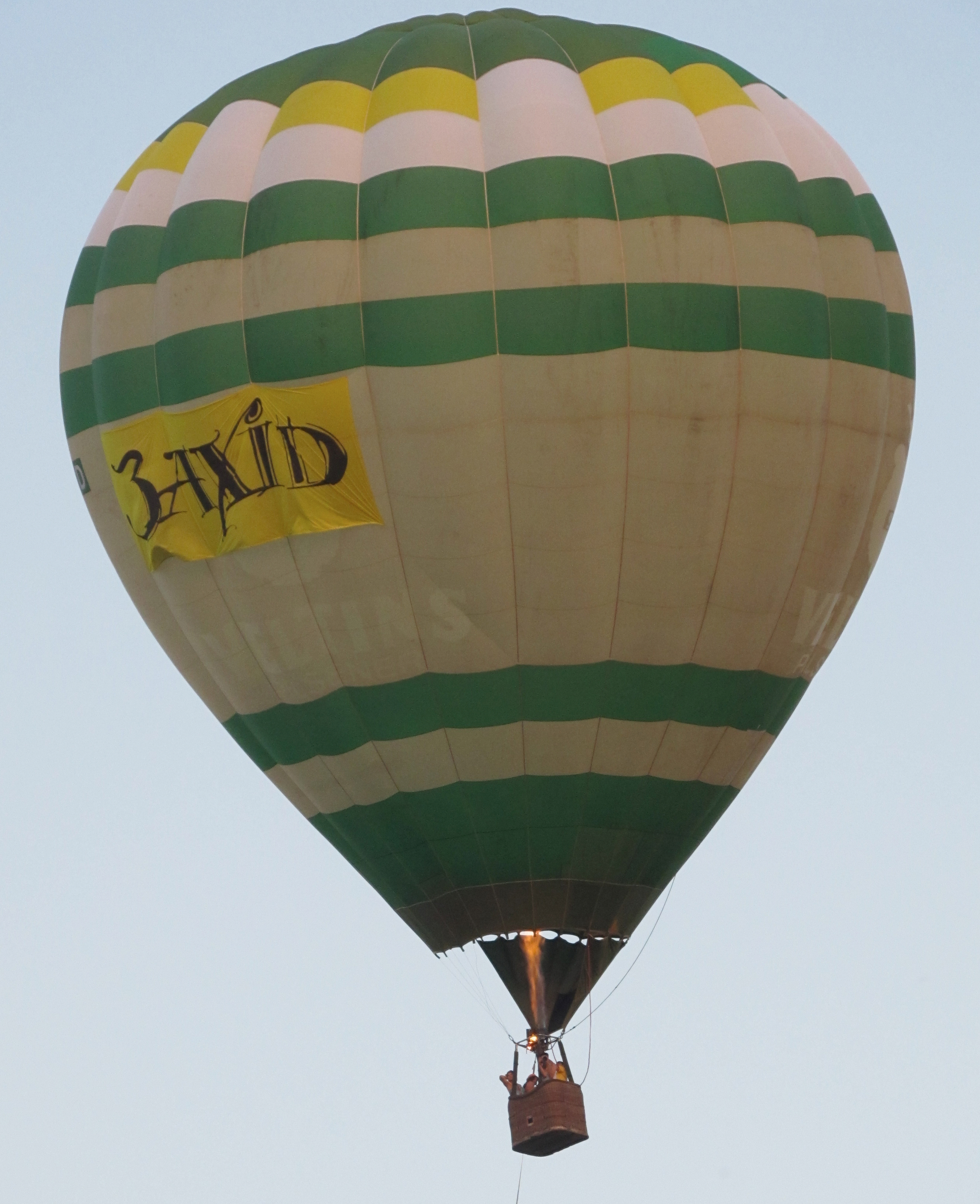
Повітряна куля на фестивалі Захід-2013

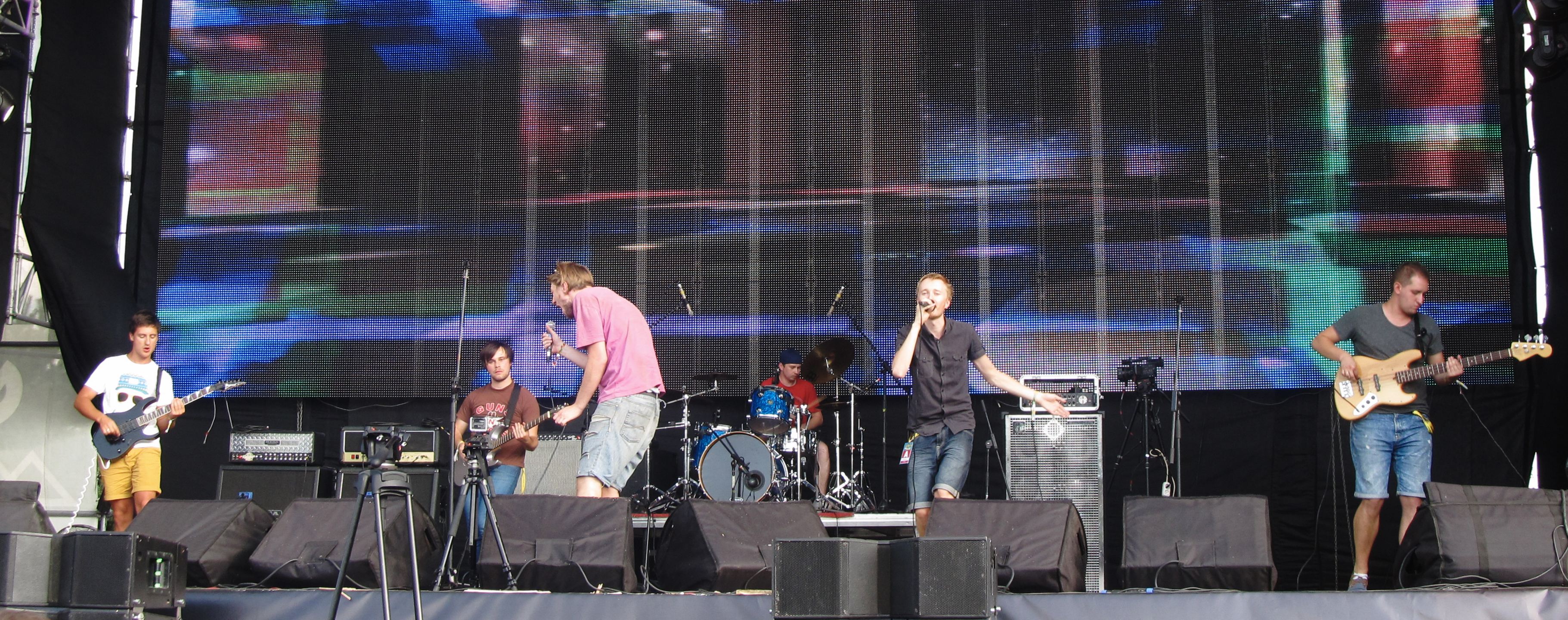
Головна сцена на фестивалі 2013 року. Виступ гурту Dalai Lama

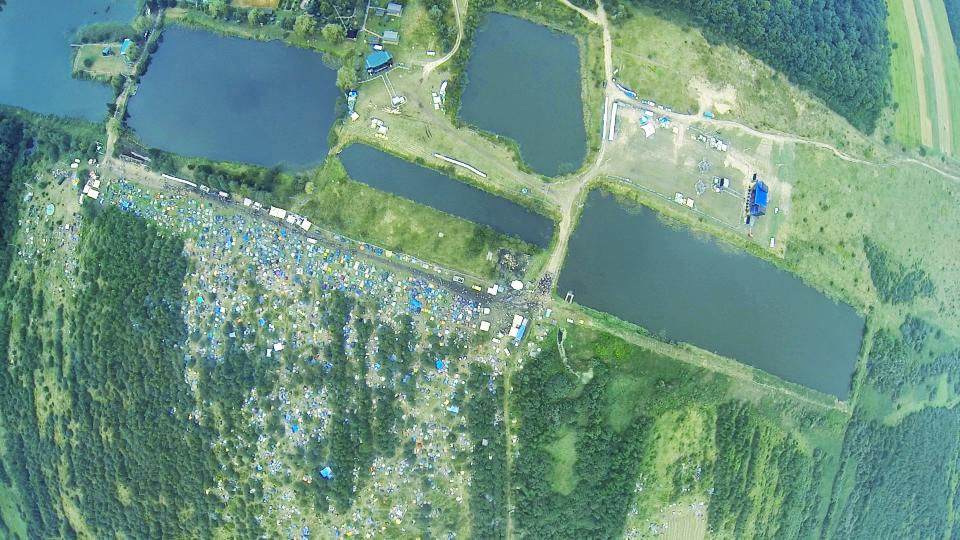
Zaxidfest з неба

### 2009
22-23 серпня, Звенигород, Львівська область.
Учасники: Ot Vinta!, Фліт, НеДіля, The ВЙО, Сонцекльош, Оратанія, Los Colorados, Брем Стокер, Етно XL, КораЛЛі, Мій батько п'є, Серцевий Напад, І Кров По Долині, The Velvet Sun, Saharova band, Місто Казкових Мрій, Йорий Клоц

### 2010
21-23 серпня. Старе Село, Львівська область.
Учасники: Мертвий півень, От Вінта, НеДіля, The ВЙО, Димна суміш, Карна, ФлайzZzа, Тінь сонця, Оркестр Янки Козир, Холодне сонце, КораЛЛі, Бандурбенд, Місто Казкових Мрій, Мій батько п'є, Серцевий Напад, Хорта, Мерва, Фабула, Фліт, Веремій, Ті, що падають вгору, Nameless, Камо Грядеши, Чобі, Фіолет, Інший Світ, Кремп, Крик Душі

### 2011
19-21 серпня. База «Сонячна Галявина», Родатичі, Львівська область.
Учасники: Ot Vinta, Роллік'с, Фліт, Тінь Сонця, Димна Суміш, Гуцул Каліпсо, O.Torvald, К402, Обійми дощу, Механічний апельсин, Zapaska, Ті, Що Падають Вгору, Брем Стокер, Зелені Сестри, На Відміну Від та Діля, Крихітка, Юркеш, Фіолет, Lюk-дует, Кораллі, Орандж, Холодне Сонце, Merva, Серцевий Напад, Los Colorados, Бандурбенд, ФлайzZzа, Квадраджесіма, Мертвий Півень, Оркестр Че, Моноліт та інші, загалом на великій сцені виступило 39 гуртів, також відбувалися виступи поетів та гуртів на малій сцені..

### 2012
17-19 серпня. База «Сонячна Галявина», Родатичі, Львівська область.
Учасники: Rocky Leon, O.Torvald, Анна, Тінь Сонця, Atmasfera, Ляпис Трубецкой, Механічний апельсин, Роллік'с, Брем Стокер, Тостер, the Вйо, Крамбамбуля, Тартак, Qarpa, Бумбокс, ТОЛ, Крихітка, Zdob şi Zdub, Пан Пупец, Гуцул Каліпсо, ФлайzZzа, Серцевий напад, Триставісім, NEBRASKA, Vera Lingua.

### 2013
16-18 серпня. База «Сонячна Галявина», Родатичі, Львівська область.
- Головна сцена[2]: Веремій, Viter, Dalai Lama, Сергій Жадан та Собаки в Космосі, Крихітка, Los Colorados, Роллікс, Noize MC, Rocky Leon, Кожаный Олень, Тостер, O.Torvald, Скрябін, Бумбокс, Воплі Відоплясова, Фліт, Анна, The ВЙО, Аліна Орлова, Карна, Zdob şi Zdub, Ляпис Трубецкой.

- Мала сцена: Skinhate, Vera Lingua, We Are, Dance Party. Dance! Dance!, Morphine Suffering, Latur, Dimicandum, Stoned Jesus, The Retuses, Аддис Абеба, Acloneofmyown, Сергій Підкаура, Sideburns Party, Механічний апельсин, Cherry-Merry, Триставісім, Серцевий напад.

- Артсцена: Стоп сучасному рабству від кампанії А21, Сергій Жадан, Illusions, Freddy Marx Street, Один в каное, Театр тіней та світла Див, Театр IMPROV Group, Театр ГаРмИдЕр, Drumтиатр, Театр Різні Люди.

### 2014
08-10 серпня 2014 року. Готельно-відпочинковий комплекс «Чарівна долина», Родатичі, Львівська область.
- Головна сцена: Clawfinger (SWE), Брати Гадюкіни, Anti-Flag (USA), Ляпіс Трубецкой (BY), Noize MC (RU), Zdob şi Zdub (MD), Скрябін, ТНМК, Тартак, Rocky Leon (AT), Перкалаба, Карна, КораЛЛі, Петрос, Воплі Відоплясова, Триставісім, Dimicandum.

- Рок-сцена: Caliban (DE), Ektomorf (HUN), Роллікс, Тостер, Тінь Сонця, Фліт, Jinjer, Skinhate, Ratbite, Sciana (BY), Molfa, The Crawls, Bandurband, Blood Brothers, Latur, Серцевий напад.

- Keep Calm Stage: Flunk (NOR), I Am Waiting For You Last Summer (RU), Крихітка, the Retuses (RU), Qarpa, Один в каное, The ВЙО, Фіолет, Vivienne Mort, Плесо, Гич Оркестр, Acloneofmyown, Maiak, Lakeway, My Atlas.

- Артсцена: Dakh Daughters, Illusions, Zapaska, DrumТиатр

Також російський рок-гурт Lumen, але відмовився за декілька днів до фестивалю, мотивуючи відмову політичними причинами.

### 2015
14-16 серпня 2015 року. Готельно-відпочинковий комплекс «Чарівна долина», Родатичі, Львівська область.
- Головна сцена: Everlast (USA), Matisyahu (USA), Oomph! (GER), Бумбокс, Ill Niño (USA), Brutto , Скрябін, ТНМК, Тартак, Воплі Відоплясова , Гайдамаки, Карна, КораЛЛі, Жадан та Собаки, Роллікс, Дай Дарогу! Bahroma, O.Torvald

- Рок-сцена: Dead by April (SWE), Kreator (GER), Alesana (USA), Тостер, Анна, Фліт, Jinjer, Skinhate, Morphine Suffering, Брем Стокер, Terror Universal (USA), Dance party! Dance! Dance!, Latur, O'Hamsters.

- Інді сцена: Аліна Орлова (LT), I Am Waiting For You Last Summer (RU), Крихітка, Оркестр Че, Pianoбой, Brunettes Shoot Blondes, Panivalkova, Vivienne Mort, Acloneofmyown, Zapaska, Sasha Boole, Secret Avenue, Lakeway

- Нічна сцена: Kadebostany (SWI), ONUKA, ДахаБраха, the ВЙО

### 2016
19-21 серпня 2016 року. Готельно-відпочинковий комплекс «Чарівна долина», Родатичі, Львівська область.
- Головна сцена: Crystal Castles (CA), Enter Shikari (UK), Hollywood Undead (USA), Oomph! (GER), IAMX (UK), Noize MC (RU), Воплі Відоплясова, Zebrahead (USA), Zdob si Zdub (MD), ONUKA, Brutto, O.Torvald, Arcane Roots (UK), Black Peaks (UK), Жадан і Собаки, Триставісім, SINOPTIK, Be My Guest.

- Рок-сцена: Behemoth (PL)(виступ скасовано гуртом), DevilDriver (USA), Emmure (USA), We Butter The Bread With Butter (GER), АННА, Роллікс, Attracktor, Latur, 1914, Брем Стокер, Space of Variations

- Інді сцена: Balthazar (BE), Pianoбой, Vivienne Mort, 5 Vymir, The Elephants, Tik Tu, Оркестр Че, Panivalkova, Zapaska, Плесо, Степан Горбик, Small Depo

- Нічна сцена: Jamala, Христина Соловій

### 2017
18-20 серпня 2017 року. Готельно-відпочинковий комплекс «Чарівна долина», Родатичі, Львівська область.
- Головна сцена: Editors, Onuka, Pianoбой, The Hypnotunez, Fontaliza, Enter Shikari, Noize MC, The Qemists, Volski, Vivienne Mort, SINOPTIK, Breaking Benjamin (виступ скасовано гуртом), O.Torvald, Тартак, Detach, Roll Models, The Elephants.

- Рок-сцена: In Extremo, Chelsea Grin, Miss May I, Septa, Pain, We Butter The Bread With Butter, Анна, 1914, Dark Tranquillity, Being As An Ocean, Карна, Space Of Variations, Брем Стокер.

- Інді сцена: Zapaska, Рэспубліка Паліна, Sleeping Bear, Женя і Катя, 5 Vymir, COLAARS, Love'n'Joy, Black Balloon, Антоха МС (виступ відмінено гуртом), Tik Tu, Blooms Corda, Arlett

- Нічна сцена: Христина Соловій, Хамерман Знищує Віруси, Курган feat Agregat

Опісля проведення фесту мав місце скандал через те що Львівська міська рада, без жодних дозволів чи підстав для того, використала символіку фестивалю задля свого піару.